# 68 î.Hr.

## Nașteri
- 13 ianuarie: Cleopatra conducătoare a regatului Ptolemeic din Egipt (d. 30 î.Hr.)

## Decese
- dată necunoscută: Cornelia Cinna Minor  (n. 97 î.Hr.)